# Aleksandra Dzierzkowska
Aleksandra Dzierzkowska (ur. 5 grudnia 1962) – polska wioślarka, brązowa medalistka Letniej Uniwersjady (1989).

## Kariera sportowa
Była zawodniczką AZS-AWF Poznań. jej największym sukcesem w karierze międzynarodowej był brązowy medal Letniej Uniwersjady w 1989 w dwójce podwójnej wagi lekkiej (z Elżbietą Pakizer). Reprezentowała Polskę na mistrzostwach świata. W 1991 zajęła 2. miejsce w finale B w dwójce podwójnej wagi lekkiej (z Elżbietą Pakizer). W 1993 zajęła 4. miejsce w finale B w tej samej konkurencji (z Iloną Mokronowską). 
Na mistrzostwach Polski seniorów zdobyła sześć złotych medali: w ósemce (1985, 1986), w jedynce wagi lekkiej (1988), w dwójce podwójnej wagi lekkiej (1988, 1989, 1993).
Jest nauczycielką w Sportowej Szkole Podstawowej nr 14 w Poznaniu. W wieku 45 lat zaczęła biegać maratony. W 2018 zwyciężyła w maratonie nowojorskim wśród kobiet w kategorii 55-59 lat, z wynikiem 3:14,32 (w klasyfikacji ogólnej zajęła 2623. miejsce). Jej rekord życiowy w półmaratonie wynosi 1:29,07 (5.09.2010, Piła), w maratonie 3:13,48 (12.10.2014, Poznań).